# Barnbidrag

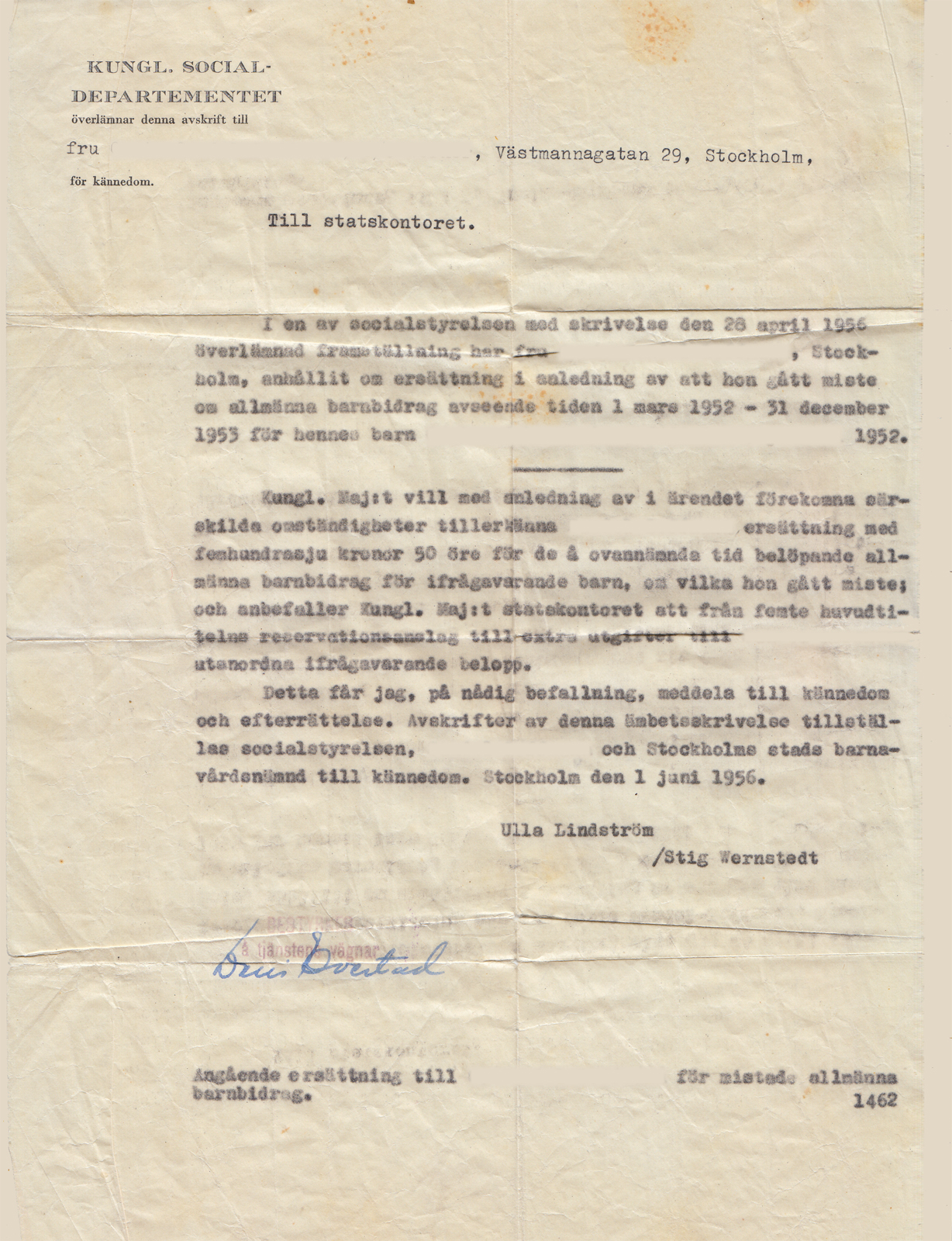
Dokument från Kungliga Socialdepartementet rörande retroaktivt barnbidrag 1952-53, beloppet 507 kronor, motsvarar i 2025 års penningvärde ca 9 465 kronor.

Barnbidrag är statligt ekonomiskt stöd till familjer med barn i form av kontanta bidrag eller skatteavdrag. Barnbidrag är ett resultat av familjepolitiska och välfärdspolitiska prioriteringar, och finns i olika former i många välfärdsstater.
Barnbidragets utformning kan påverka barnfattigdomen i ett land. Kontanta barnbidrag är kopplade till lägre barnfattigdom medan skattebaserade bidrag uppvisar mer blandade resultat.

## Sverige
Sverige har en renodlad generell barnbidragsmodell. Sverige har tagit bort skatteavdrag riktade till familjer och barn och behovsprövade stöd, till förmån för ett allmänt barnbidrag.
År 1937 infördes ett behovsprövat barnbidrag men det ersattes år 1947 med ett allmänt barnbidrag. Det allmänna barnbidraget var 260 kronor per barn och år (motsvarande 4 560 kronor år 2008). Idag uppgår det allmänna barnbidraget till 1 250 kronor per månad för alla barn upp till 16 år. Föräldrar med gemensam vårdnad delar lika på bidraget. Familjer med fler än ett barn får flerbarnstillägg.

## Finland
Med barnbidrag menas i Finland ett av stöden till barnfamiljer. Barnbidraget i Finland är oberoende av inkomst, men graderat enligt antalet barn, med högre bidrag för större familjer (förutsatt att barnbidraget betalas till samma person). Bidraget är skattefritt och utbetalas för barn under 17 år som är bosatta i Finland. Vid sidan av barnbidraget stöds barnfamiljer ekonomiskt bland annat genom bidrag vid barnets födelse och därpå följande föräldraledighet, stöd för vården av barnet, bland annat genom rätt till kommunal barndagvård med inkomstberoende högsta kostnad eller alternativt stöd för privat vård eller hemvårdsstöd, och genom att barnen beaktas vid andra stödformer.

### Fasta Finland
Barnbidragets belopp i Fasta Finland är år 2017 94,88 euro per månad för det första barnet och sedan högre för varje barn, 172,69 euro per månad för det femte och därpå följande barn. Ensamförsörjare får bidraget förhöjt med 48,55 euro per månad.[Uppdatering behövs] Barnfamiljer får under graviditeten eller då barnet är litet flera typer av stöd (vid sidan av rätt till ledighet och olika serviceformer): moderskapsunderstöd (moderskapsförpackning eller 140 euro), moderskapspenning, särskild moderskapspenning (för mödrar i arbete som vore farligt för det ofödda barnet), faderskapspenning, föräldrapenning (liksom de föregående inkomstbunden med ett belopp på ungefär 70 % av lönen), barnbidrag, stöd för vård av barnet, stöd för sjukt eller handikappat barn, eventuellt underhållsstöd (155,50 euro/månad, istället för underhållsbidrag av förälder som inte har hand om barnet) och hemvårdsstöd för barn som sköts hemma efter föräldraledigheten. Hemvårdsstöd kan utbetalas tills det yngsta barnet är tre år gammalt.

### Åland
Barnbidragen på Åland betalas liksom i Fasta Finland av Folkpensionsanstalten, men finansieras av Landskapsregeringen. 2017 var beloppet 110 euro per månad för det första barnet och sedan högre för varje barn, 259 euro per månad för det femte och därpå följande barn. Ensamförsörjare får bidraget förhöjt med 50 euro per månad.

## Frankrike
Frankrike har ökat generositeten i de familjerelaterade skatteavdragen under efterkrigstiden och infört en bidragsmodell som till lika delar baseras på skatteavdrag och kontanta bidrag.

## USA
I USA saknas statligt barnbidrag men skatten kan reduceras genom en skattekredit som bestäms utifrån antalet barn i familjen.

## Sydafrika
I Sydafrika finns sedan 1998 statligt ekonomiskt stöd till barnfamiljer i form av barnbidrag. Till skillnad från Sverige är barnbidraget inte generellt utan inkomstbaserat. Forskning visar att barnbidraget har minskat fattigdom i Sydafrika.